# Godfried I van Brescia

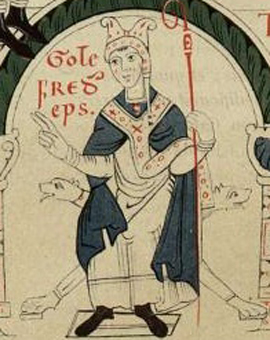
Godfried I van Brescia

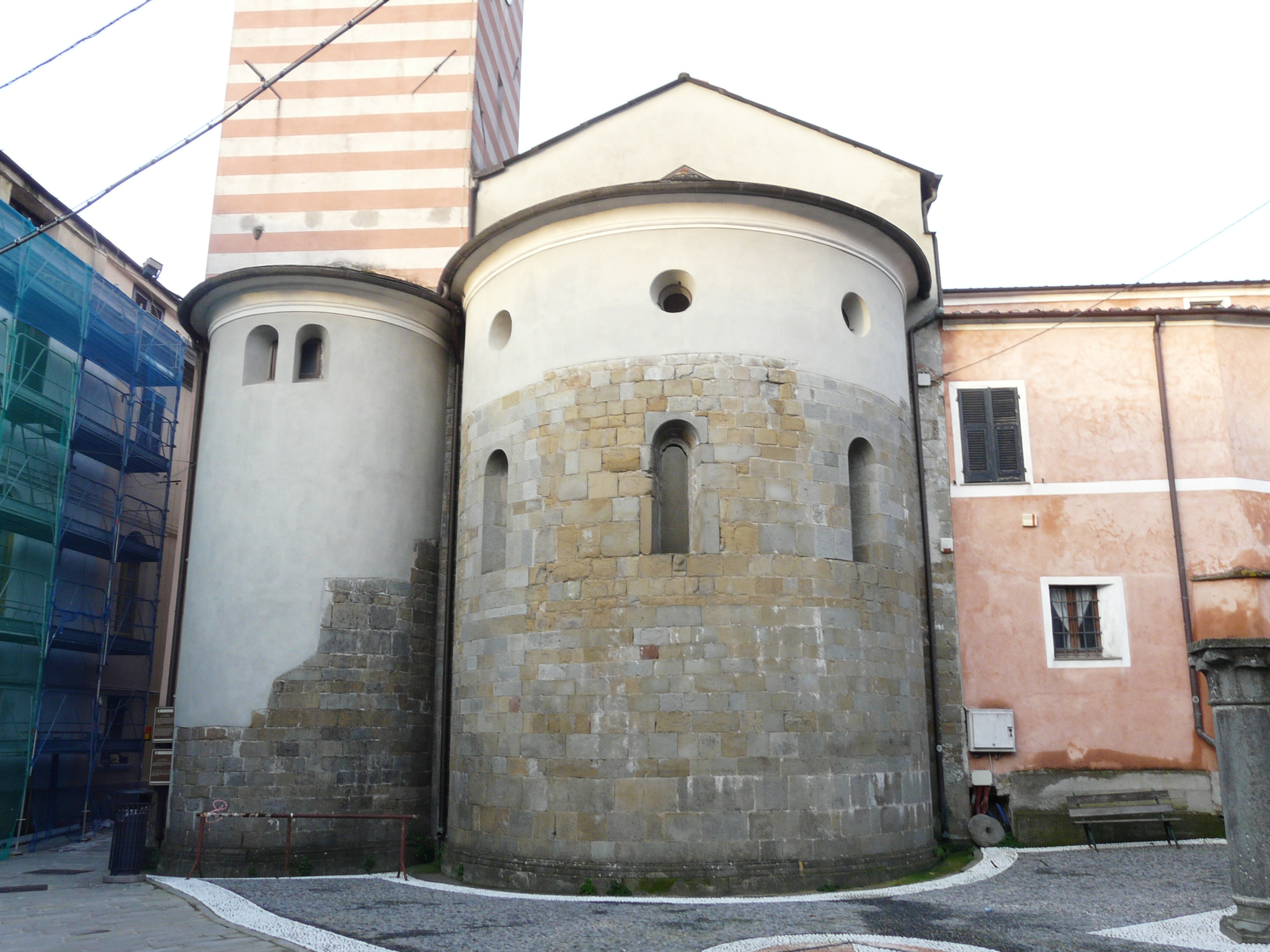
Voormalige abdij van Brugnato

Godfried I van Brescia ( - Brescia, 998) was bisschop van Brescia (970-998) en waarschijnlijk tegelijkertijd bisschop van Luni (981-998), in het Heilige Roomse Rijk.

## Levensloop

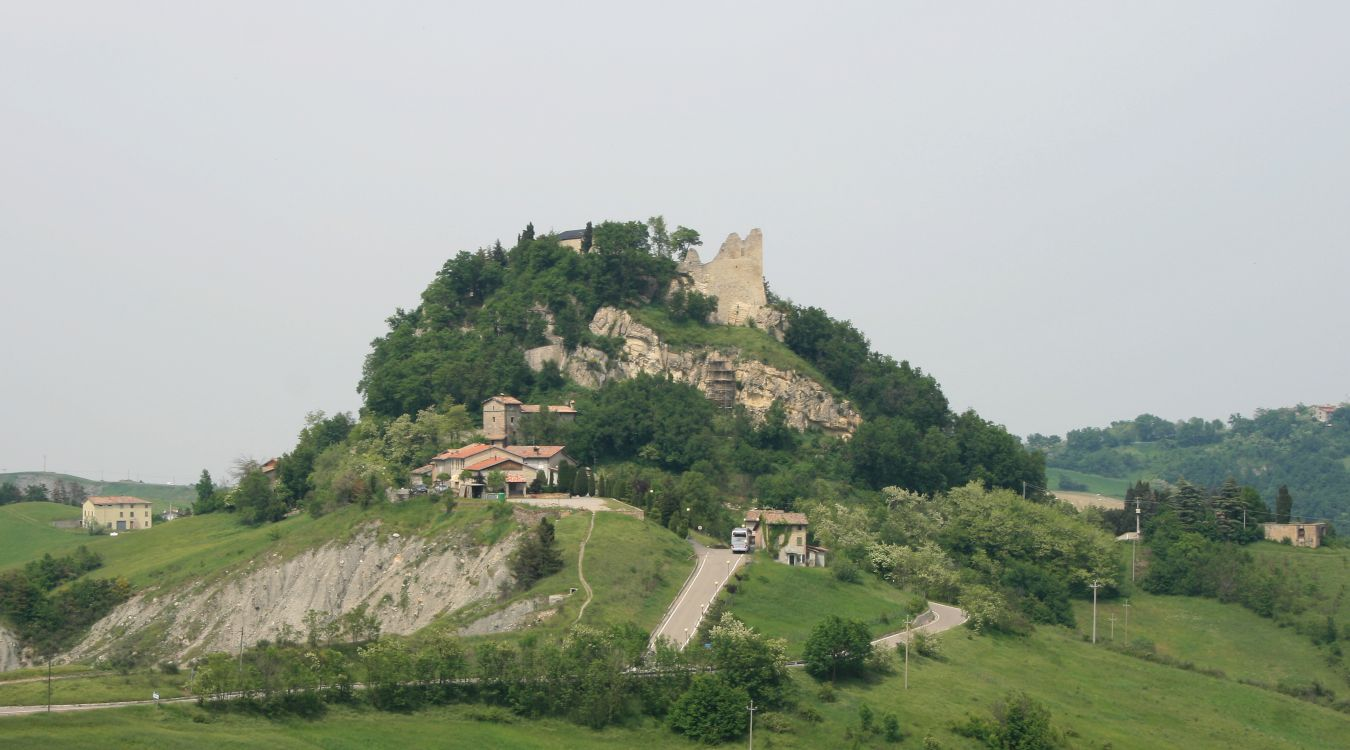
Voormalig kasteel van Canossa

Hij was een telg van het grafelijk huis van Canossa. Na de handige politieke manoeuvres van zijn vader, Adalbert-Atto, graaf van Canossa, had bisschop Godfried I de taak de administratie te verzorgen van de graafschappen in handen van zijn familie. Daar hoorden ook de feodale relaties tussen Canossa en Brescia bij. Zo zond Godfried I relikwieën van Apollonius en andere heiligen uit Brescia naar de kapel van het kasteel van Canossa. In Brescia kon Godfried I met pauselijke toestemming een kapittel van kanunniken oprichten (975), ter ere van de heiligen van Brescia. 
Vanaf 981 combineerde hij waarschijnlijk de bisschopszetel van Brescia met deze van het ondertussen verdwenen bisdom Luni. Dat een bisschop twee ver verwijderde bisschopszetels combineerde, was in de middeleeuwen ongebruikelijk. Sommige historici menen daarom dat hij aftrad als bisschop van Brescia om naar Luni te trekken.
Het bisdom Luni, vandaag zowat de provincie La Spezia, lag in een territoriale uithoek van de macht van de familie Canossa. Bisschop Godfried I voerde er een agressieve politiek tegen de macht van de abdij van Brugnato. Keizer Otto III moest tussenbeide komen en veegde Godfried I de mantel uit. De abdij werd hersteld in al haar privilegies en eigendommen die keizer Karel de Dikke haar 100 jaar tevoren had geschonken.
Godfried stierf in Brescia in het jaar 998.